# 玉聖寺
24°18′04″N 120°36′10″E / 24.300975°N 120.602876°E
玉聖寺，又名甲南玉聖寺，是位於臺灣臺中市清水區頂湳里的齊天大聖廟。

## 歷史沿革
廟方碑銘記載是在咸豐年間創建。對於建廟原因，廟方是講有一名自稱齊天大聖的乞丐到此地救人，因此蓋廟。廟又名「甲南玉聖寺」，位在大甲溪五福圳區域。因此廟宇之故，該地名又叫「大聖爺庄」。今址在頂湳路73號，屬頂湳里，為五福圳自行車道的景點。廟於1959年改建。
有報導稱此廟是臺灣最老的齊天大聖廟。但萬福庵一說在嘉慶年間就供俸齊天大聖，被視為臺灣的開基齊天大聖廟。在2016年報導時，說玉聖寺是臺中市唯一主祭齊天大聖的廟宇。

## 宗教活動
據廟祝黃武勇表示，原本齊天大聖聖誕是農曆十月十二，但該廟卻是七月初八，為齊天大聖所指示。五間紫雲寺則是農曆十月十二。
廟內有各種造型的猴佛神像。也有佛祖、觀音菩薩作陪祀，主委陳昭文解釋是因大聖如果有困難，也會去找祂們幫忙。信徒會帶著比較過動的小孩來拜大聖爺做義父，相傳可定性養生。也有日本人來祭拜過。廟裡住持在作乩童時，也會作出猿猴的叫聲跟動作。
相傳早期居民如有病痛，都會向大聖爺請示，有時大聖爺降乩開立的藥單，其中還會有廟旁木棉樹的樹根或樹皮。黃姓居民表示從小就看著這棵老樹，地方也盛傳此樹樹根可治肝病，他就嘗過。

## 相關圖集
- 臺一線中山路的牌坊。
- 廟與木棉樹[a]
- 生日的七月廿五[b]已去掉。
- 一樓神像
- 廟頂剪黏裝飾福祿壽三星和騎龍將軍[1]。

## 外部連結
- 玉聖寺的Facebook專頁